# Пахифитум яйценосный
Пахифитум яйценосный (лат. Pachyphytum oviferum) – вид суккулентных растений рода Пахифитум, семейства Толстянковые. Родным ареалом этого вида является Мексика (штат Сан-Луис-Потоси). Произрастает в скалистых утесах на высоте 1200 метров над уровнем моря. 

## Описание
Молодые побеги растения сначала прямостоячие, а затем стелющиеся до свисающих. Они вырастают до 20 см в длину и достигают в диаметре от 0,7 до 1,3 см. Розетки состоят из 12-25 сильно скученных листьев от голубовато-сизых до бледно-лиловых и имеют диаметр от 6 до 10 см. От обратнояйцевидных до эллиптических обратнояйцевидных, округлых и толщиной до 17 мм листья имеют длину от 3 до 5 см и ширину от 1,8 до 3 см.

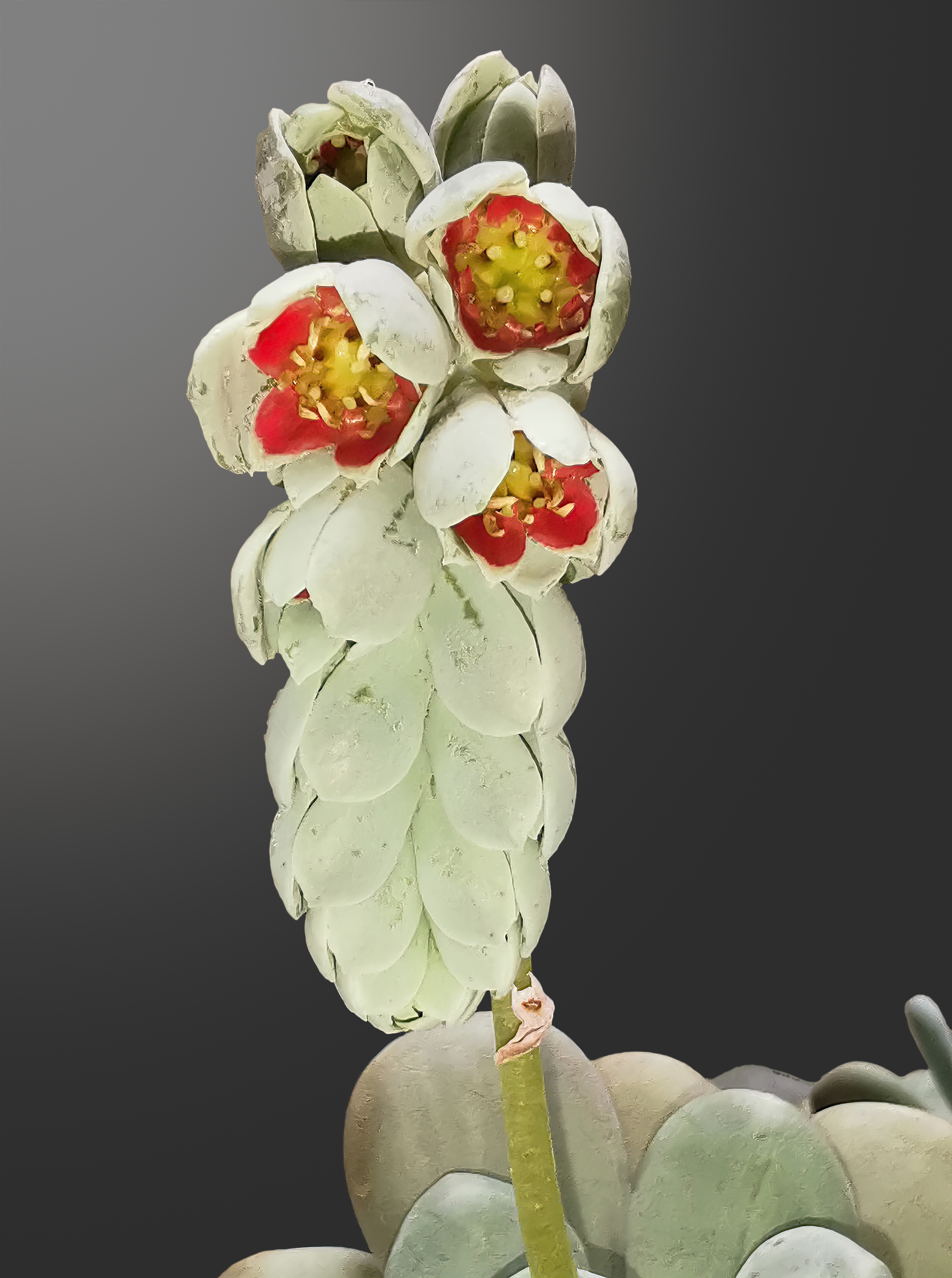
Соцветие

Бледно-зеленое или красноватое соцветие имеет длину от 3 до 12 см и образует на верхнем конце от 3 до 8 стерильных прицветников. На верхних 3-7 см появляется от 7 до 15 цветков. Перекрывающиеся эллиптические обратнояйцевидные плодородные прицветники зеленовато-белого цвета, имеют длину от 12 до 18 мм и ширину от 8 до 15 мм. Цветонос, утолщенный к кончику, имеет длину от 2 до 5 мм. Чашечка длиной от 13 до 23 мм достигает диаметра от 10 до 16 мм и несет неравные чашелистики длиной от 6 до 20 мм и шириной от 2 до 12 мм. Венчик достигает в диаметре от 10 до 13 мм наверху и белый внутри. Образован удлиненными лепестками длиной от 7 до 10 мм и шириной от 3 до 4,5 мм. Прямостоячие лепестки цветочной трубки поднимаются от центра к концу периода цветения и отмечены округлым темно-фиолетовым пятном. На 4,5-6 мм выше основания коронки на лепестках имеются крупные чешуйки размером 0,5-1,5 мм. Желтовато-белые тычинки перед лепестками имеют длину от 2 до 3 мм, растут вместе с лепестками и имеют длину от 5,5 до 7,5 мм. Желтоватые нектарные чешуи имеют ширину от 1,8 до 2,2 мм. Отдельно стоящие желтовато-зеленые плодолистики имеют длину от 4 до 6 мм и ширину от 1,75 до 2,2 мм и имеют стиль длиной от 1 до 1,25 мм.
Период цветения с мая по июнь.

## Таксономия
Pachyphytum oviferum J.A.Purpus, Monatsschr. Kakteenk. 29: 100 (1919).

#### Этимология
Pachyphytum: родовое наименование, от др.-греч. pachys = толстый и phyton = растение.
oviferum: латинский эпитет, означающий «несущий яйца»; яйценосный; ввиду сочных и яйцевидных листьев.

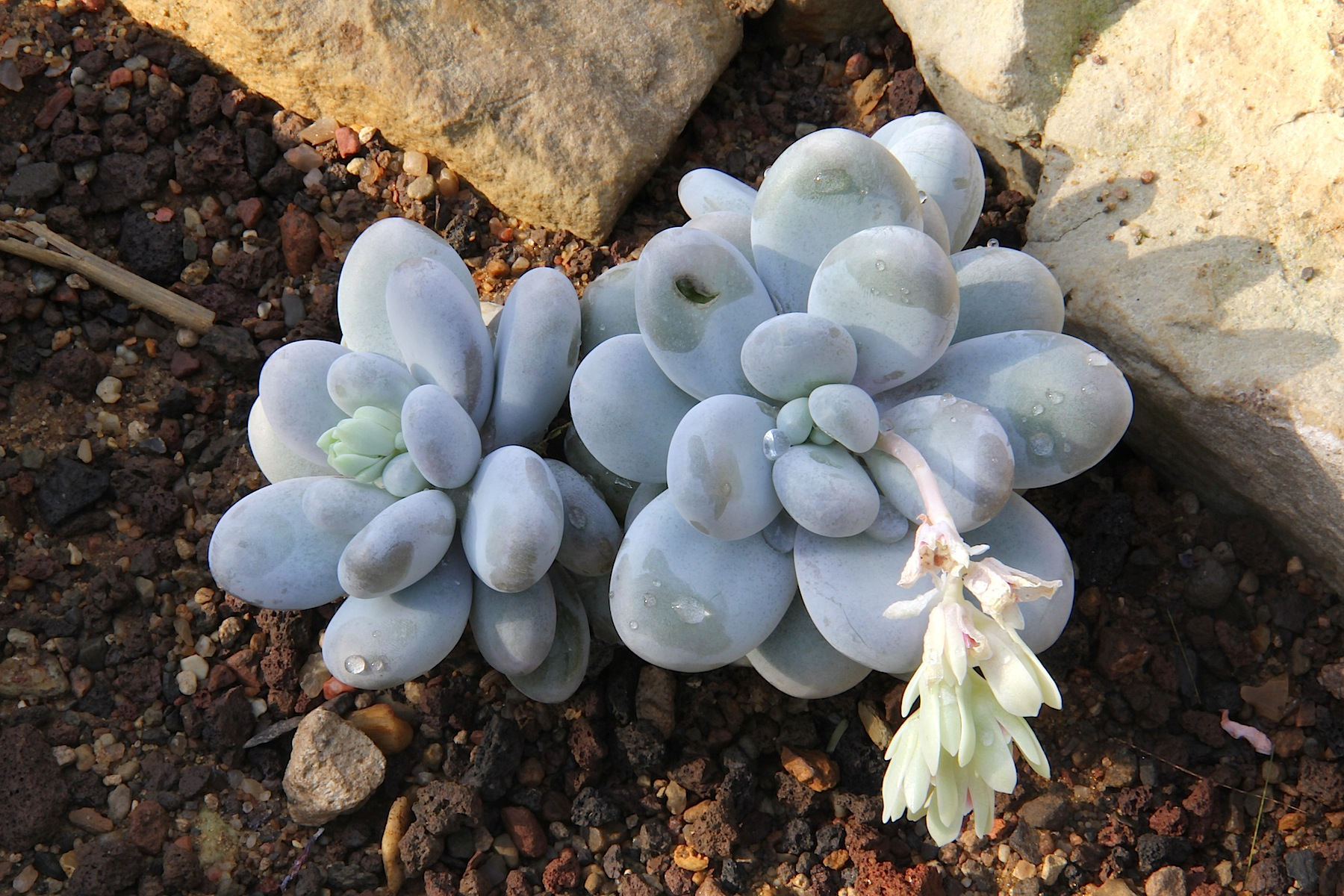
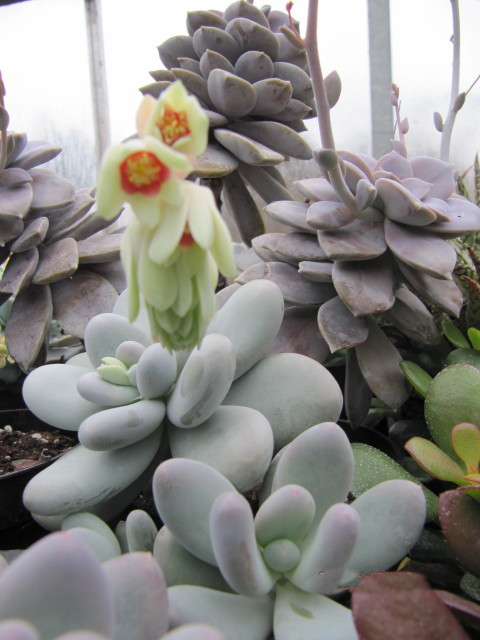
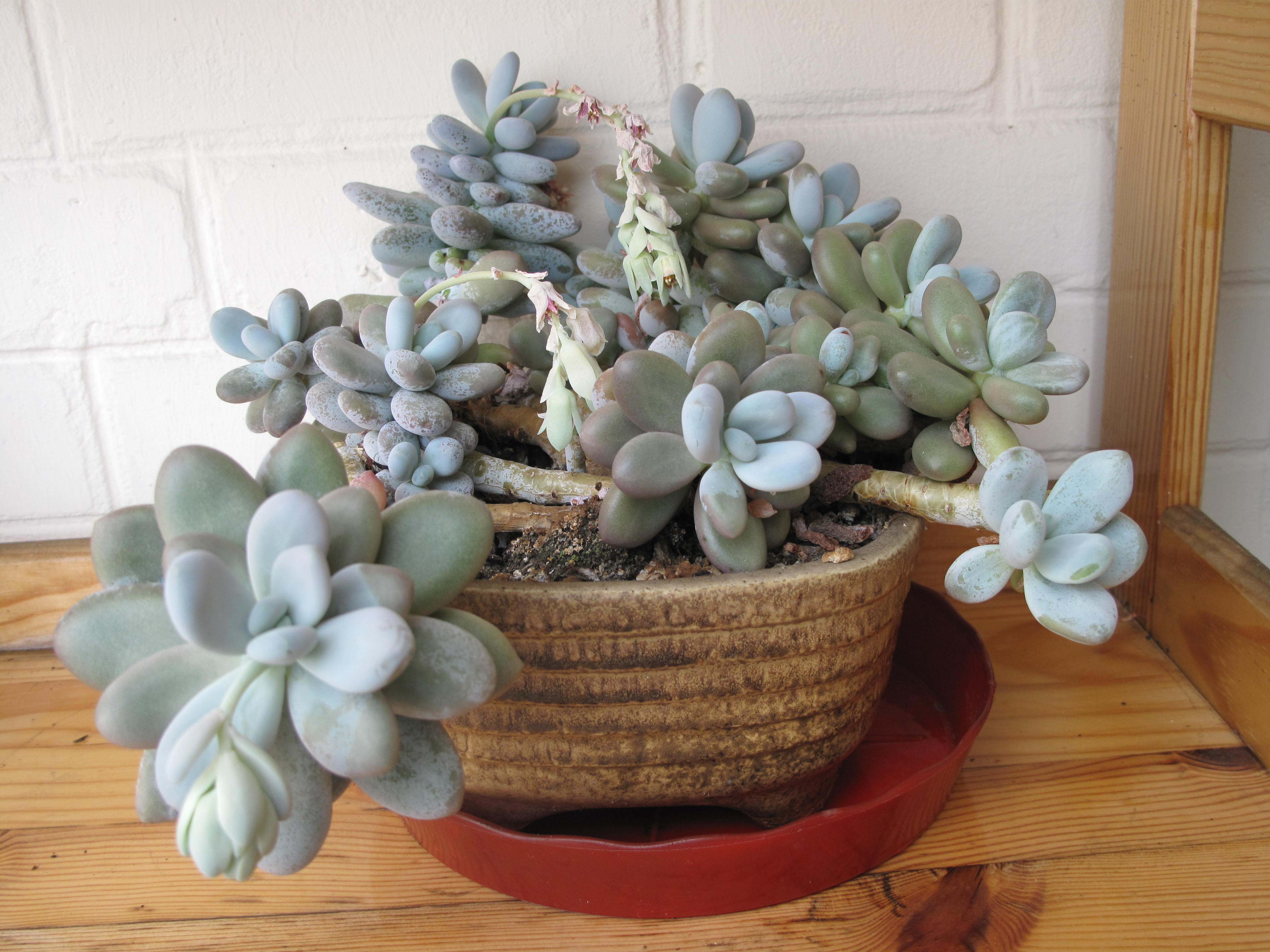
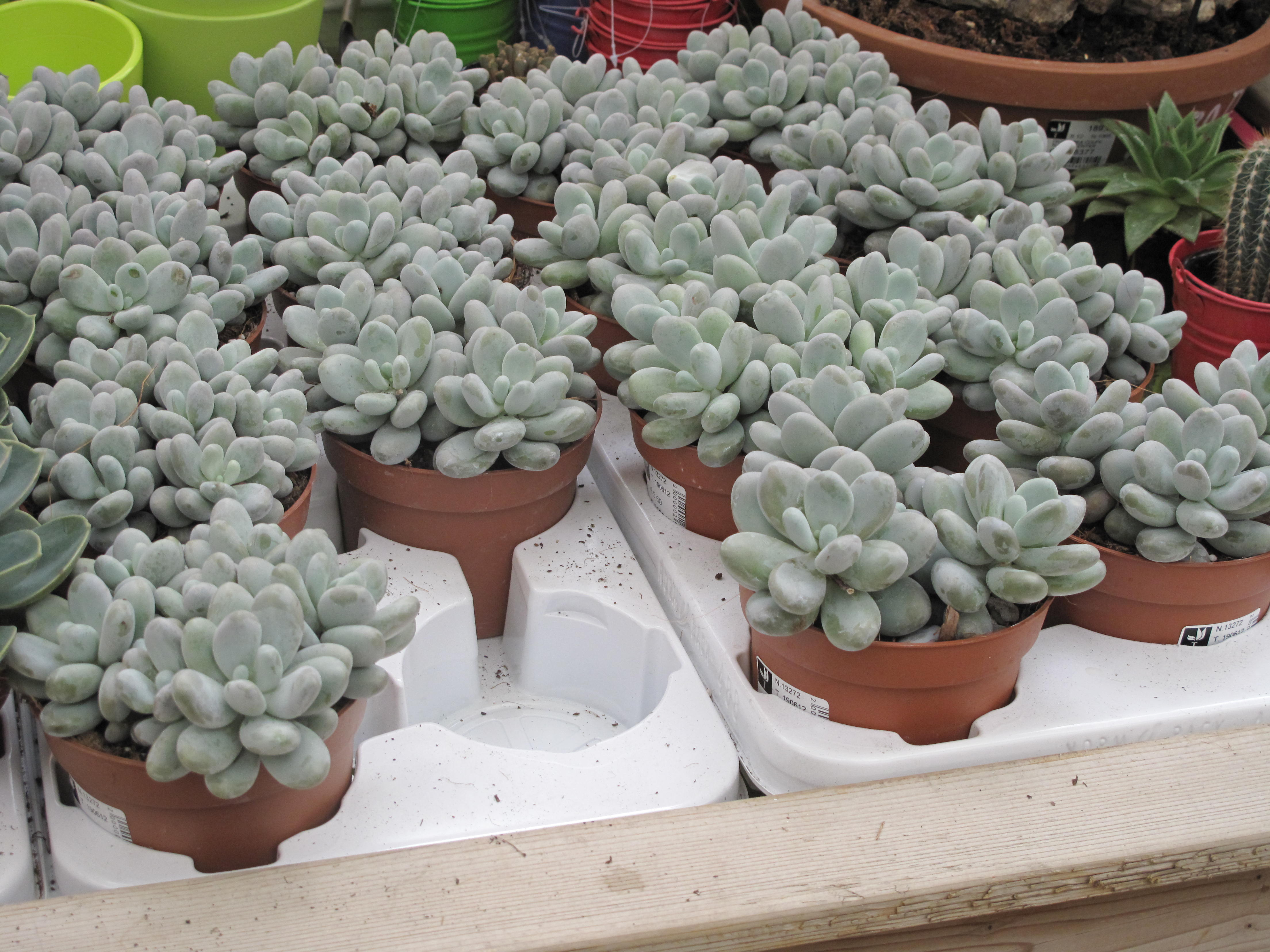